# Tango Malambo
Tango Malambo es una discográfica clásica alemana e independiente, fundada en 2005. Luego de la publicación de su primer CD permaneció inactiva hasta 2013, año en que reanudó sus actividades lanzando productos al mercado digital.
Su repertorio se concentra en música clásica del siglo XX sobre todo de las Américas con énfasis en la música sudamericana y argentina
y el Tango en la música clásica.
Algunos de los compositores académicos del catálogo son Alberto Ginastera, Carlos Guastavino, Astor Piazzolla, Heitor Villa Lobos, Igor Stravinsky; compositores contemporáneos como Pablo Aguirre o Adriana Isabel Figueroa Mañas y compositores de tango como Mariano Mores, Aníbal Troilo, Carlos Gardel, Eladia Blazquez, entre otros.
Tango Malambo es miembro de VUT (Verband unabhängiger Tonträgerunternehmen), la Asociación de Discográficas Independientes de Alemania y de Merlin Network  la agencia que representa y defiende los derechos musicales de las compañías independientes a nivel mundial.

## Historia
El sello fue fundado por la pianista argentina Cecilia Pillado como una plataforma para sí misma. Las grabaciones, que autoprodujo, estuvieron primeramente ligadas a otras discográficas consideradas Majors, como Berlin Classics de Edel y Sony Music y fue recién en 2013 que pudieron ser publicadas por Tango Malambo. 
En 2015 amplió el catálogo publicando no solo nuevamente CDs sino además otros artistas como por ejemplo Natalia Gonzalez Figueroa, Katia Guedes, Evelyn Ulex, Estela Telerman